# Proconura
Proconura är ett släkte av steklar. Proconura ingår i familjen bredlårsteklar.

## Bildgalleri

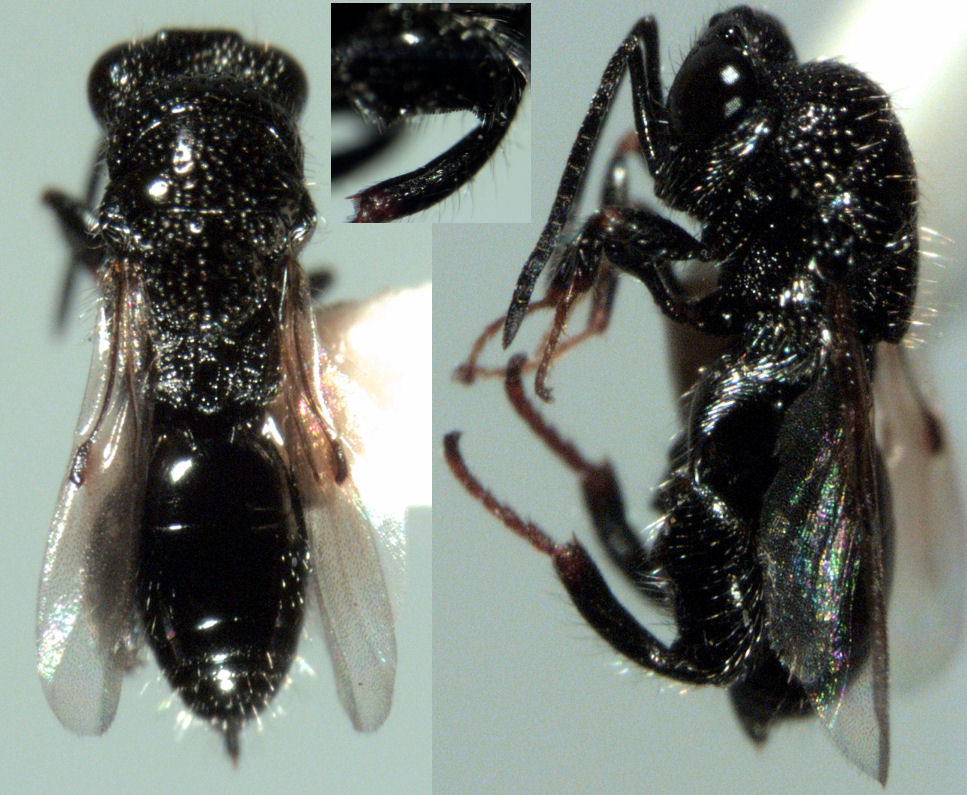

## Dottertaxa tillProconura, i alfabetisk ordning[1]
- Proconura aenea
- Proconura aeneonitens
- Proconura africana
- Proconura asiatica
- Proconura asikae
- Proconura barbara
- Proconura blanda
- Proconura caryobori
- Proconura dexius
- Proconura doriae
- Proconura emarginata
- Proconura emendata
- Proconura eublemmae
- Proconura eurygena
- Proconura incongruens
- Proconura ishiii
- Proconura microgastricida
- Proconura minusa
- Proconura murrayi
- Proconura nigripes
- Proconura orientalis
- Proconura parvula
- Proconura philippinensis
- Proconura politiventris
- Proconura propinqua
- Proconura pseudonebulosa
- Proconura punica
- Proconura seminigripes
- Proconura shakespearei
- Proconura tachinivora
- Proconura v-carinata
- Proconura yamamotoi